# Hairpinning
 (septembre 2014).
En réseau informatique, le hairpinning décrit une communication entre deux machines placées derrière le même routeur NAT qui utilisent l'adresse IP de leurs points de sorties pour communiquer. Tous les mécanismes de NAT ne supportent pas cette configuration de communication. Dans certains cas, il est donc nécessaire de prévoir un mécanisme de contournement directement dans les applications.
Cette notion est officiellement décrite dans la RFC 5128.

## Illustration
Considérons un réseau privé constitué des équipements suivants :
- une box dont l'adresse IPv4 sur le réseau local est 192.168.0.1 et l'adresse publique externe est 12.34.56.78 ;
- un premier ordinateur dont l'adresse est 192.168.0.5, qui fait fonctionner un service sur le port 443 ;
- un second ordinateur (ou tout autre équipement tel qu'une tablette) dont l'adresse est 192.168.0.7.

La box est configurée pour rediriger toute connexion arrivant sur l'adresse publique et sur le port 443 vers le premier ordinateur. Cette configuration, qui est courante, est proposée dans la partie « configuration » des box internet. Elle permet de se connecter depuis Internet au premier serveur afin d'utiliser un service tel qu'un site web, un partage de fichiers ou un jeu multijoueur. Si le système NAT implémenté dans la box supporte le hairpinning, le second ordinateur peut se connecter au premier en utilisant l'adresse publique 12.34.56.78 sur le port 443. Si ça n’est pas le cas, la communication ne fonctionne pas.
A noter que certains fabricants de pare-feu appellent cela le "NAT Loopback".